# ایتانکورت
ایتانکورت (به فرانسوی: Itancourt) یک کمون در فرانسه است که در ان (ا-دو-فرانس) واقع شده‌است. ایتانکورت ۷٫۱۱ کیلومتر مربع مساحت دارد ۱۰۰ متر بالاتر از سطح دریا واقع شده‌است.